# Clássico dos Milhões
El Clássico dos Milhões (en español: «Clásico de los Millones»), es el clásico del fútbol brasileño entre Flamengo y Vasco da Gama, ambos de la ciudad de Río de Janeiro. Es el clásico más popular y de mayor rivalidad en la ciudad y el estado, ya que reúne a las dos mayores hinchadas de Río. También es considerado uno de los mayores clásicos del país debido a la gran cantidad de aficionados de ambos clubes por todo el territorio brasileño. 
Este es el partido de fútbol que más veces reunió audiencias superiores a las 100 mil personas en la historia del deporte, además de tener el mayor promedio de audiencia de la historia del Campeonato Brasileño.
Son los dos clubes de Río que más torneos sudamericanos han ganado, siendo Flamengo el que más veces ganó la Copa Libertadores en 1981, 2019 y 2022, mientras que Vasco fue el primer campeón sudamericano en el Campeonato Sudamericano de Campeones de 1948 y ganó la Copa Libertadores en 1998, año de su centenario. Ambos también tienen un título de la Copa Mercosur cada uno.
Se llama así desde sus comienzos en la década de 1920, ya que Flamengo y Vasco son las dos bases de hinchas más grandes en el estado de Río de Janeiro, y recientemente, desde la década de 1970, como el derbi más nacional de Brasil. Las estimaciones de las encuestas atribuyen a Flamengo y Vasco una preferencia combinada del 25% de la población total del país. A nivel local del estado de Río, las encuestas muestran que ambos clubes representan más de dos cuartos de la bases de apoyo (el 50% de la población total del estado de Río es hincha de Flamengo, 19% de Vasco, 15% de Fluminense y 12% para Botafogo), cabe resaltar que Vasco tiene más seguidores fuera de su estado natal.

## Comienzo de la rivalidad
Su intensa rivalidad, aunque más acentuada en el fútbol desde 1923 cuando el Vasco ascendió a primera división del Campeonato Carioca, comenzó ya en las décadas anteriores en la regata de remo, ya que ambos clubes se fundaron a finales del siglo XIX (Vasco 1898 y Flamengo 1895) como clubes de remo. Ambos equipos también compiten a nivel nacional en otros deportes como baloncesto, futsal, voleibol, natación y judo.

## Estadísticas

### Historial general
| Torneo                       | PJ  | G.F | E   | G.V | Gol.F | Gol.V |
| ---------------------------- | --- | --- | --- | --- | ----- | ----- |
| Campeonato Brasileño         | 69  | 26  | 25  | 18  | 92    | 75    |
| Copa de Brasil               | 4   | 2   | 1   | 1   | 4     | 2     |
| Torneo Río-São Paulo         | 19  | 7   | 8   | 4   | 26    | 18    |
| Campeonato Carioca           | 248 | 100 | 68  | 80  | 331   | 305   |
| Otros torneos estaduales     | 36  | 13  | 10  | 13  | 49    | 53    |
| Torneo Inicio                | 14  | 4   | 5   | 5   | 7     | 11    |
| Partidos y torneos amistosos | 38  | 15  | 5   | 18  | 61    | 67    |
| Total                        | 428 | 167 | 122 | 139 | 570   | 531   |

| PJ: Partidos jugados     |
| G.F: Ganador Flamengo    |
| G.V: Ganador Vasco       |
| E: Empate                |
| Gol.F: Goles de Flamengo |
| Gol.V: Goles de Vasco    |

### Evolución del historial por década
Para las siguientes estadísticas se tienen en cuenta los partidos oficiales y amistosos entre ambos equipos.
| Década    | Victorias de Flamengo | Empates | Victorias de Vasco | Diferencia en el historial | Década ganada por |
| --------- | --------------------- | ------- | ------------------ | -------------------------- | ----------------- |
| 1920-1929 | 7                     | 5       | 10                 | +3 (7–10)                  | Vasco da Gama     |
| 1930-1939 | 12                    | 5       | 12                 | +3 (19–22)                 |                   |
| 1940-1949 | 10                    | 11      | 20                 | +13 (29–42)                | Vasco da Gama     |
| 1950-1959 | 14                    | 17      | 10                 | +9 (43–52)                 | Flamengo          |
| 1960-1969 | 23                    | 11      | 14                 | 0 (66–66)                  | Flamengo          |
| 1970-1979 | 25                    | 17      | 14                 | +11 (91–80)                | Flamengo          |
| 1980-1989 | 14                    | 11      | 18                 | +7 (105–98)                | Vasco da Gama     |
| 1990-1999 | 16                    | 13      | 16                 | +7 (121–114)               |                   |
| 2000-2009 | 17                    | 8       | 15                 | +9 (138–129)               | Flamengo          |
| 2010-2019 | 15                    | 21      | 8                  | +16 (153–137)              | Flamengo          |
| 2020-2029 | 14                    | 3       | 2                  | +28 (167–139)              | en curso          |

Datos actualizados al último partido jugado el 19 de abril de 2025.

### Récords
- La máxima cantidad de partidos invictos es de Vasco da Gama: 23, entre 1945 y 1951. Fueron 17 victorias y 6 empates.
- La máxima cantidad de partidos invictos de Flamengo fue de 17, entre 2017 y 2021. Fueron 8 victorias y 9 empates.
- El máximo goleador es Roberto Dinamite, de Vasco da Gama, con 27 goles.
- El máximo goleador de Flamengo es Zico, con 19 anotaciones.

### Mayores goleadas
| Fecha       | Resultado | Resultado | Resultado | Motivo                       | Estadio           |
| ----------- | --------- | --------- | --------- | ---------------------------- | ----------------- |
| 26 abr 1931 | Vasco     | 7:0       | Flamengo  | Campeonato Carioca 1931      | São Januário      |
| 2 jun 2024  | Vasco     | 1:6       | Flamengo  | Campeonato Brasileño 2024    | Maracanã          |
| 3 oct 1943  | Flamengo  | 6:2       | Vasco     | Campeonato Carioca 1943      | General Severiano |
| 19 jan 1938 | Flamengo  | 5:1       | Vasco     | Campeonato Carioca 1937      | Laranjeiras       |
| 13 may 1945 | Vasco     | 5:1       | Flamengo  | Torneo Municipal de Río 1945 | Laranjeiras       |
| 23 abr 2000 | Flamengo  | 1:5       | Vasco     | Campeonato Carioca 2000      | Maracanã          |
| 6 oct 2001  | Vasco     | 5:1       | Flamengo  | Campeonato Brasileño 2001    | Maracanã          |
| 3 dic 1939  | Vasco     | 0:4       | Flamengo  | Campeonato Carioca 1939      | Laranjeiras       |
| 11 nov 1967 | Vasco     | 4:0       | Flamengo  | Campeonato Carioca 1967      | Maracanã          |
| 10 oct 1985 | Vasco     | 4:0       | Flamengo  | Campeonato Carioca 1985      | Maracanã          |
| 27 oct 2000 | Flamengo  | 4:0       | Vasco     | Campeonato Brasileño 2000    | Maracanã          |

## Palmarés
| Competiciones                             | Flamengo | Vasco da Gama |
| ----------------------------------------- | -------- | ------------- |
| Copa Intercontinental                     | 1        | -             |
| Copa Internacional de Río                 | -        | 1             |
| Sudamericano de Campeones                 | -        | 1             |
| Copa Libertadores                         | 3        | 1             |
| Copa Mercosur                             | 1        | 1             |
| Recopa Sudamericana                       | 1        | -             |
| Copa de Oro Nicolás Leoz                  | 1        | -             |
| Campeonato Brasileño(1)                   | 8        | 4             |
| Copa de Brasil                            | 5        | 1             |
| Supercopa de Brasil                       | 3        | -             |
| Copa de Campeones (Brasil)                | 1        | -             |
| Torneo Río-São Paulo(2)                   | 1        | 3             |
| Torneo João Havelange                     | -        | 1             |
| Campeonato Carioca                        | 39       | 24            |
| Total                                     | 64       | 37            |
| Otros torneos estaduales y municipales(3) | 12       | 21            |
| Total general                             | 76       | 58            |

(1) El Flamengo considera la Copa União 1987 como un Campeonato Brasileño pero, aunque la Copa União se considera un título oficial nacional por la Confederación Brasileña de Fútbol, no se considera oficialmente un Campeonato Brasileño. Eso hace que Flamengo tenga oficialmente 7 Campeonatos Brasileños y 8 títulos de ligas nacionales. 
(2) En 1940 la competición fue interrumpida con Fluminense y Flamengo en cabeza, sin que la CBD hiciera oficial el título, sin embargo, los clubes y periódicos de la época dieron por definitivo el resultado y declararon Flamengo y Fluminense como legítimos campeones de la competición. El club se considera campeón de la competencia y la incluye entre sus logros.
(3) Otros Torneos Estaduales incluye: Copa Río, Taça Guanabara Independente, Torneo Municipal, Torneos Extra, Torneo Relámpago, Torneo Inicio y Torneo Abierto, Campeonato de la Capital. 

## Obras relacionadas

### Libros
- Flamengo x Vasco - o clássico, ASSAF/MARTINS 1999, Editora Relume Dumará - ISBN 85-7316-184-1

### Videos
- Duels de légende /vol.2 Flamengo - Vasco da Gama, Rod Hay 2005, WARNER VISION FRANCE